# Preuve vivante
Preuve vivante (titre original : Living Proof)  est un roman de John Harvey publié en 1995 en Angleterre et en 2000 en France dans la collection Rivages/Noir avec le numéro 360. 
Après Cœurs solitaires, Les Étrangers dans la maison, Scalpel, Off Minor, Les Années perdues et Lumière froide, c'est le septième où l'on retrouve le personnage de Charles Resnick, inspecteur principal de police d’origine polonaise au commissariat de Nottingham.

## Résumé
Été à Nottingham. Quatre hommes sont violemment attaqués après avoir été abordés par une fille. Et le festival de romans policiers Coups de feu dans le Noir va bientôt débuter avec comme invitée vedette Cathy Jordan, auteure de best-sellers. Elle a reçu récemment des lettres de menaces anonymes manifestement écrit par un de ses lecteurs. Charles Resnick est chargé d’assurer sa protection.

## Autour du livre
L’édition française indique par erreur en quatrième page de couverture une traduction de l’américain alors que John Harvey écrit en anglais britannique.
L’action du roman se déroule pendant un festival de roman policier existant réellement à Nottingham, Coups de feu dans le Noir.